# Alfonso Maria Mistrangelo
 Alfonso Maria Mistrangelo (né le 26 avril 1852 à Savone, en Ligurie, Italie et mort le 7 novembre 1930 à Florence) est un cardinal italien du début du XXe siècle. Il est membre de l'ordre des frères des écoles pies (piaristes).

## Biographie
Alfonso Maria Mistrangelo étudie à Savone. Après son ordination il est professeur dans plusieurs écoles des piaristes et recteur de l'école à Ovada.
En 1893 Mistrangelo est élu évêque de Pontremoli et en 1899 promu archevêque de Florence. Il est supérieur de son ordre en 1900-1904.
Le pape Benoît XV le crée cardinal lors du consistoire du 6 décembre 1915. Le cardinal Mistrangelo participe au conclave de 1922, lors duquel Pie XI est élu. Mistrangelo meurt le 7 novembre 1930 à l'âge de 78 ans.

## Succession apostolique
Alfonso Maria Mistrangelo a ordonné les évêques suivants :
- Évêque Ambrogio Onorato Luddi, O.P. (1905)
- Évêque Antonio Bassani (1905)
- Évêque Angelo Simonetti (it) (1908)
- Évêque Alfredo del Tomba (1909)
- Archevêque Giovanni Fiorentini (fi) (1909)
- Archevêque Gabriele Vettori (it) (1910)
- Évêque Eduardo Brettoni (it) (1910)
- Évêque Roberto Achille Razzòli, O.F.M. (1913)
- Archevêque Andrea Cassulo (1914)
- Évêque Riccardo Carlesi (it) (1916)
- Évêque Carlo Taccetti (1917)
- Évêque Emilio Ippolito Ulivelli, O.F.M. (1919)
- Évêque Gioacchino Bonardi (1928)
- Évêque Ugo Giubbi (fi) (1928)